# Salosaari (ö i Birkaland, Övre Birkaland)
Salosaari är en ö i Finland. Den ligger i sjön Salojärvi och i kommunen Mänttä-Filpula i den ekonomiska regionen  Övre Birkalands ekonomiska region  och landskapet Birkaland, i den södra delen av landet, 200 km norr om huvudstaden Helsingfors. Öns area är 13,3 hektar och dess största längd är 0,6 kilometer i öst-västlig riktning.